# Angelica Haverblad
Angelica Haverblad är författare till böckerna IT Service Management i Praktiken och IT ur ett affärsperspektiv som har utgivits av Studentlitteratur och i dessa delar hon med sig sina praktiska erfarenheter från interna och externa verksamheter gällande IT Service Management och IT Governance eller IT-styrning på svenska. Vidare är det idag den enda svenska litteratur kring ITSM, ITIL och IT Governance som använder sig av svenska termer och inte endast de engelska.